# Cộng hòa Dân chủ Madagascar
Cộng hòa Dân chủ Madagascar (tiếng Malagasy: Repoblika Demokratika Malagasy; tiếng Pháp: République démocratique de Madagascar) là một quốc gia xã hội chủ nghĩa đã tồn tại trên Đảo Madagascar từ năm 1975 cho đến năm 1992.

## Lịch sử
Ba năm sau cuộc đảo chính vào ngày 30 tháng 12 năm 1975, đất nước được đổi tên. Đảng cầm quyền là Đội tiên phong của Cách mạng Malagasy. Biểu tượng đã được thay thế, chế độ độc đảng được thành lập. Tổng thống Didier Ratsiraka đã thiết lập quan hệ chặt chẽ với Liên Xô và Cuba.
Nhưng vào những năm 1980, như ở Liên Xô, perestroika đã diễn ra ở nước này. Một hệ thống đa đảng đã được khôi phục vào năm 1990, một cuộc biểu tình chống chính phủ đã bị bắn vào năm 1991, và năm 1992, ông Albert Zafy trở thành tổng thống mới của Madagascar, và quá trình dân chủ hóa và cải cách thị trường bắt đầu ở nước này.